# Pereto

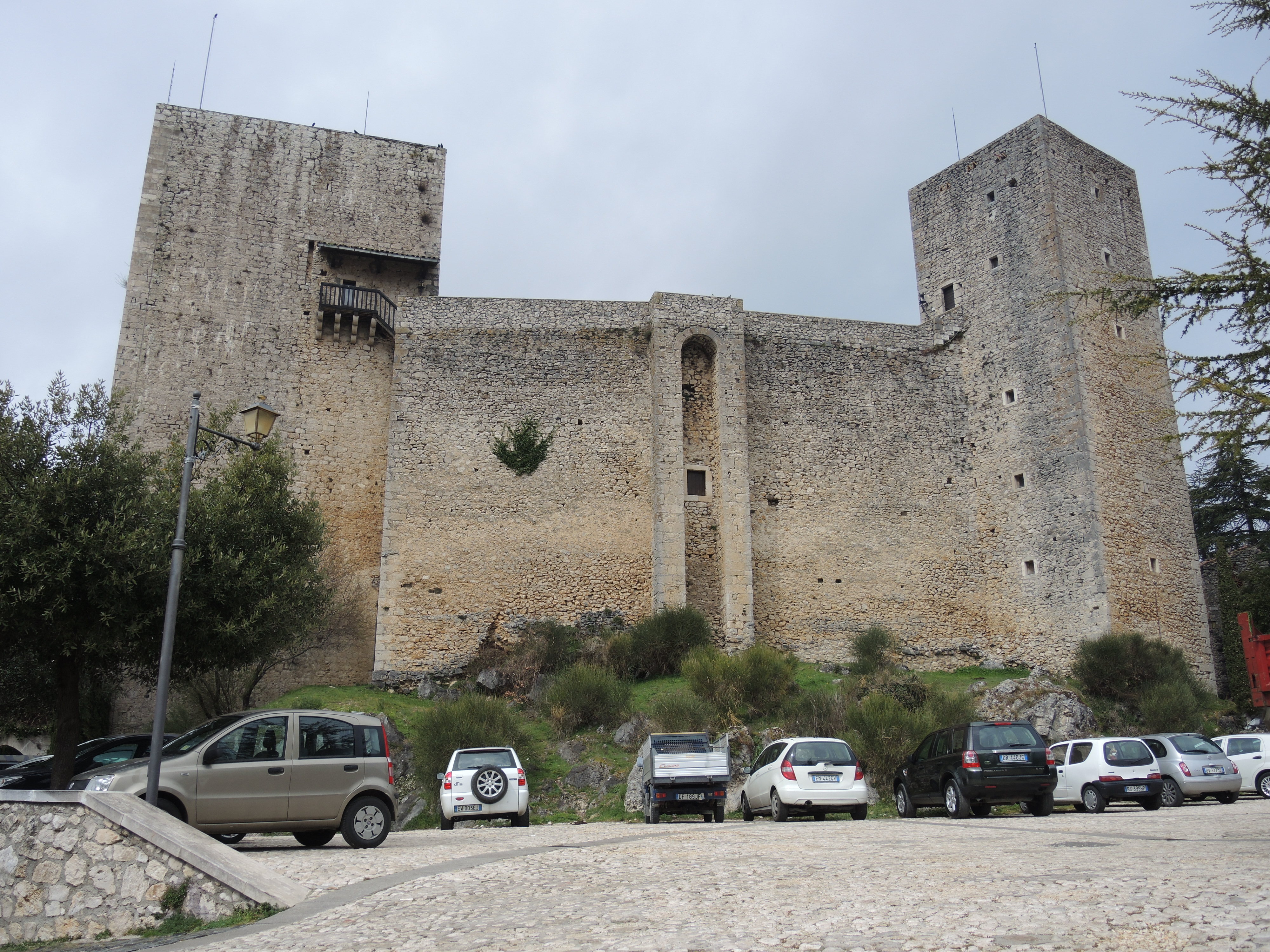
Castello di Pereto

Pereto ist eine italienische Gemeinde (comune) in der Provinz L’Aquila in den Abruzzen. Die Gemeinde zählt (Stand 31. Dezember 2023) 639 Einwohner, liegt etwa 40,5 Kilometer südwestlich von L’Aquila und gehört zur Comunità montana Marsica 1.